# Aylacostoma guaraniticum
Aylacostoma guaraniticum fue una especie de molusco gasterópodo de la familia Hemisinidae en el orden de los Mesogastropoda. A pesar de estar catalogada como extinto en libertad por la UCIN, actualmente no existen ejemplares vivos, lo que significa que se encuentra completamente extinta.

## Distribución geográfica
Fue  endémica de Argentina y Paraguay.